# 日本時事評論社
株式会社日本時事評論社（にっぽんじじひょうろんしゃ）は、山口県山口市に本社を置く出版社である。

## 概要
前身である時事日本新聞の廃刊に伴い、1989年5月に設立された。出版物の発行、販売を業務としている。
発行紙の『日本時事評論』は牛見真博（山口県立山口中央高等学校国語科教諭）が主宰する若手勉強会「草莽塾」によって支えられており、編集長の山口敏昭は「大田・絵堂の戦いを顕彰しよう会」の代表および世話人をつとめている。

## 論調
国の安全保障の観点から改憲の立場をとり、国力と経済の安定を維持する目的で原子力発電推進の主張を展開している。
山口智美は、日本時事評論社が「フェミニズムへのバックラッシュのいわばリーダー的な役割をはたしている」と主張している。2001年1月より「『男女共同参画』の表と裏」を連載するなど、男女共同参画に反対する記事を頻繁に掲載している。のちに、それらの記事をまとめた雑誌『湧泉』を発行している。三井マリ子は日本時事評論社が新生佛教教団の関連会社であると主張し、2002年6月に山口県宇部市において男女共同参画推進条例案が制定される際、日本時事評論社がこの条例に圧力をかけて内容を変更させたと主張している。

## 訴訟
公明党幹事長だった冬柴鐵三が『日本時事評論の記事で名誉を傷つけられたとして日本時事評論社などに1100万円の損害賠償などを求めて訴訟を起こした。2001年12月12日、大阪地裁は原告側の請求を棄却し、原告の冬柴は控訴審でも敗訴した。

## 出版物

### 新聞
- 『日本時事評論』 - 毎月第1・第3金曜日発行

### 雑誌
- 『湧泉』（2002年 - ） - 『日本時事評論』の記事の中からテーマ編集した雑誌

### 書籍
- 鈴木旭著『日本精神の源流 明治維新とはなんだったのか？』（2012年）

## 関連文献
- 山口智美、斉藤正美・荻上チキ『社会運動の戸惑い フェミニズムの「失われた時代」と草の根保守運動』勁草書房、2012年。ISBN 4326653779。